# Heinrich Klotz
Heinrich Klotz (* 20. März 1935 in Worms; † 1. Juni 1999 in Karlsruhe) war ein deutscher Kunsthistoriker, Architekturtheoretiker und Publizist.

## Leben

Frühes denkmalpflegerisches Engagement von Heinrich Klotz: „Protest!“-Anzeige gegen den Abriss des Baudenkmals Villa Willmer und für ein Niedersächsisches Denkmalschutzgesetz;
1970 in der Hannoverschen Allgemeinen Zeitung

Heinrich Klotz studierte in Frankfurt, Freiburg, Heidelberg und Göttingen Kunstgeschichte, Archäologie und Philosophie. 1963 wurde er bei Heinz Rudolf Rosemann in Göttingen mit einer Arbeit über den Der Ostbau der Stiftskirche zu Wimpfen im Tal: zum Frühwerk des Erwin von Steinbach promoviert. Nach Forschungsstipendien am Zentralinstitut für Kunstgeschichte und am Kunsthistorischen Institut in Florenz habilitierte er sich in Göttingen mit einer Arbeit über Die Frühwerke Brunelleschis und die mittelalterliche Tradition.
Nach Gastprofessuren in den USA war er von 1972 bis 1989 ordentlicher Professor am Kunstgeschichtlichen Institut der Universität Marburg.
Ab 1979 baute er als Gründungsdirektor das 1984 eröffnete Deutsche Architekturmuseum (DAM) in Frankfurt am Main auf. Insbesondere mit der Eröffnungsausstellung „Revision der Moderne, Postmoderne Architektur 1960–1980“ wurde er international bekannt. 1988 wurde er zum Gründungsdirektor des Zentrums für Kunst und Medientechnologie (ZKM) in Karlsruhe berufen und war parallel erster Rektor der angeschlossenen Hochschule für Gestaltung. Sein Ziel war es, die traditionellen Künste um die Möglichkeiten der modernen Medientechnologien zu bereichern. Es sollte gleichermaßen gelehrt, geforscht und präsentiert werden. 1998 gab er diesen Posten auf, um sich dem Aufbau des Museums für Neue Kunst Karlsruhe als Sammlermuseum zu widmen.

## Schriften
- Der Ostbau der Stiftskirche zu Wimpfen im Tal: zum Frühwerk des Erwin von Steinbach. (Kunstwissenschaftliche Studien, Band XXXIX). Deutscher Kunstverlag, München 1967.
- Die Frühwerke Brunelleschis und die mittelalterliche Tradition. Gebr. Mann Verlag, Berlin 1970.
- Die röhrenden Hirsche der Architektur. Kitsch in der modernen Baukunst. C. J. Bucher, Luzern 1977, ISBN 3-7658-0255-7.
- (Als Herausgeber) Revision der Moderne. Postmoderne Architektur 1960–1980. Ausstellungskatalog des Deutschen Architekturmuseums. Prestel, München 1984.
- (Als Herausgeber) Bauen heute. Architektur der Gegenwart in der Bundesrepublik Deutschland. Ausstellungskatalog des Deutschen Architekturmuseums. Klett-Cotta, Stuttgart 1985, ISBN 3-608-76207-8
- (Mit Oswald Mathias Ungers) O. M. Ungers 1951–1984. Bauten und Projekte. Vieweg, 1985, ISBN 3-528-08688-2.
- (Als Herausgeber) Vision der Moderne. Das Prinzip Konstruktion. Ausstellungskatalog des Deutschen Architekturmuseums. Prestel, 1986, ISBN 3-7913-0755-X.
- (Als Herausgeber) Chicago. Architektur 1872–1922. Das Chicagoer Hochhaus als Entwurfsproblem. Ausstellungskatalog des Deutschen Architekturmuseums, München 1987.
- (Als Herausgeber) Moderne und Postmoderne. Architektur der Gegenwart 1960–1980. Vieweg, 1987, ISBN 3-528-28711-X.
- Architektur des 20. Jahrhunderts. Klett-Cotta, Stuttgart 1989, ISBN 3-608-76288-4.
- New York Architektur 1970–1990. Prestel/Rizzoli, München/New York 1989, ISBN 3-7913-0923-4.
- (Als Herausgeber) Geschichte der gebauten Umwelt. Von der Urhütte zum Wolkenkratzer. Ausstellungskatalog des Deutschen Architekturmuseums. Prestel, München 1991.
- (Mit Andrea Gleiniger) Der Hang zur Architektur in der Malerei der Gegenwart. Ausstellungskatalog des Deutschen Architekturmuseums. Klett-Cotta, Stuttgart 1993, ISBN 3-608-76274-4.
- Kunst im 20. Jahrhundert. Moderne – Postmoderne – zweite Moderne. C. H. Beck, München 1994, ISBN 3-406-38203-7.
- Eine neue Hochschule (= Schriftenreihe der Staatlichen Hochschule für Gestaltung Karlsruhe. Band 5). Cantz, Stuttgart 1995.
- (Als Herausgeber) Die Zweite Moderne. Eine Diagnose der Kunst der Gegenwart. C. H. Beck, München 1996.
- Architektur. Texte zur Geschichte. Theorie und Kritik des Bauens (Edition ZKM). Gerd Hatje, Ostfildern-Ruit 1996.
- Paul Schneider von Esleben. Entwürfe und Bauten. Hatje, Ostfildern-Ruit 1996.
- Die Entdeckung von Catal Höyük. Der archäologische Jahrhundertfund. C. H. Beck, München 1997.
- Der Stil des Neuen. Die europäische Renaissance. Klett-Cotta, Stuttgart 1997.
- Weitergegeben. Erinnerungen. DuMont, Köln 1999, ISBN 3-7701-5081-3.
- Architektur der zweiten Moderne: Ein Essay zur Ankündigung des Neuen. Heinrich Klotz, Stuttgart 1999.
- (Mit Steffen Lehmann, Wolf D. Prix) Der Turm zu Babel: Architektur für das dritte Jahrtausend. Eine Architekturdiskussion. Jovis, Berlin 1999, ISBN 3-931321-32-0.
- Architektur der Zweiten Moderne. DVA, Stuttgart 1999, ISBN 3-421-03231-9.
- Neuzeit und Moderne 1750–2000 (= Geschichte der deutschen Kunst. Band 3). C. H. Beck, München 2000, ISBN 3-406-44244-7.

## Ausstellungen
- 2014: Mission: Postmodern – Heinrich Klotz und die Wunderkammer DAM. Deutsches Architekturmuseum, Frankfurt am Main, Katalog siehe Literatur